# РПГ-18
РПГ-18 «Муха» (ТКБ-076, индекс ГРАУ — 6Г12) — советский  противотанковый  гранатомет, разработанный ЦКИБ СОО и КБ «Базальт» в начале 1960-х годов (ведущие конструкторы В.И. Барабошкин, И.Е. Рогозин) и принятый на вооружение Советской Армии в 1972 году.
Реактивная противотанковая граната РПГ-18 должна была заменить использовавшиеся ранее ручные противотанковые кумулятивные гранаты типа РКГ-3.

## Устройство
Пусковое устройство гранаты представляет собой гладкостенную телескопическую конструкцию, состоящую из наружной и внутренней труб. Наружная труба изготовлена из стеклоткани марки Т13, пропитанной лаком ЭП-5122. Внутренняя труба изготовлена из алюминиевого сплава 65ХЗД1Т или 65ХЗАМг6М. В походном положении трубы находятся одна в другой и составляют длину 705 мм. Для стрельбы трубы раздвигаются и образуют ствол длиной 1050 мм.
При раздвижении труб в боевое положение граната оказывается в задней части раздвинутого ствола. Направление внутренней трубы при переводе в боевое положение обеспечивает приклепанная к её заднему концу направляющая линейка. В походном положении пускового устройства линейка находится в плоском направляющем кожухе в виде желоба, сверху наружной трубы. Передний конец линейки выдвинут из кожуха, и удерживает в опущенном положении мушку и защелку передней крышки трубы.
Граната закреплена во внутренней трубе стопорами в виде стальных пластин с вырезом, надетых на два пера стабилизатора. Своим загибом на другом конце пластины сцеплены с торцом казённого среза ствола. С началом движения гранаты пластины разрушаются, а после вылета гранаты из ствола соскакивают с пера стабилизатора при его открытии.
На задней части внутренней трубы сверху укреплены ударный механизм, механизм блокировки и капсюль-воспламенитель гранаты. Они собраны в одном корпусе. В переднем гнезде корпуса находится боек ударного механизма, закрепленного на наружной трубе. Капсюль-воспламенитель размещен в заднем гнезде корпуса, по нему наносит удар боек. От воспламенения капсюля загорается усилительная пороховая таблетка, и луч огня по трубке-газоводу передается к воспламенителю реактивного двигателя. Механизм блокировки, размещенный в задней части корпуса на внутренней трубе, служит для блокировки ударного механизма в походном положении, что исключает возможность разбития капсюля-воспламенителя при сложенных трубах.
Мушка имеет оправу, в пазы которой вставляется собственно мушка, представляющая собой прозрачное стекло с нанесёнными марками и цифрами «5», «10», «15», «20», которые соответствуют дальностям стрельбы 50, 100, 150 и 200 метров (на одном из первых вариантов РПГ-18 использовалась металлическая прицельная планка). На уровне вершины прицельной марки «15» с обеих сторон нанесены горизонтальные штрихи, которые могут использоваться для определения дальности до танка.
Определение дальности осуществляется следующим образом:
- если горизонтальные штрихи вписываются в ширину фронтальной проекции танка, то до цели 150 м.
- если горизонтальные штрихи меньше ширины фронтальной проекции танка, то до цели менее 150 м.
- если горизонтальные штрихи больше ширины фронтальной проекции танка, то до цели более 150 м.

Кроме того, на предохранительной стойке имеются два близко расположенных друг к другу диоптрийных отверстия: верхнее — для прицеливания при температуре воздуха от 0°С до −50°С, нижнее — для прицеливания при температуре воздуха от 0°С до +50°С. Верхнее или нижнее диоптрийные отверстия перекрываются шторкой, для чего её нижний изогнутый конец фиксируется в крайних положениях («-» или «+») с помощью фигурного паза, имеющегося в средней части диоптра. С завода РПГ-18 поступает с установкой шторки в положении «+». При пользовании диоптром правый глаз должен находиться на удалении от него на 7-10 см. Для ведения прицельной стрельбы в условиях ограниченной видимости на дальность 70 м (в середину цели) на оправе вверху над стеклом имеется мушка, а на верхнем торце предохранительной стойки — прямоугольная прорезь.
Граната ПГ-18 состоит из калиберной боевой части и реактивного двигателя. В боевой части размещены кумулятивный заряд из взрывчатого вещества «окфол» массой 312 г с инертной линзой (экраном) и пьезоэлектрический головодонный взрыватель ВП-18 с дальним взведением и самоликвидатором. Узел кумулятивного заряда расположен в корпусе, уширенная часть которого имеет диаметр 64 мм и служит направляющим утолщением при движении гранаты по стволу. В задней части корпуса находится донная часть взрывателя, поджатая упорным кольцом. В передней части корпуса гранаты расположены обтекатель (баллистический наконечник), головная часть взрывателя с пьезоэлементом и токопроводящий конус. Токопроводящий конус и воронка составляют общую ветвь электрической цепи от пьезогенератора к донной части взрывателя, вторая ветвь проходит по корпусу гранаты.
К задней части корпуса присоединен на резьбе реактивный двигатель. Реактивный двигатель твердотопливный, в камере находится реактивный заряд в виде трубок с пироксилиновым порохом ППК-5. Камера заканчивается сопловым блоком с узлом форсирования и стабилизатором из четырёх лопастей. В переходном дне (от корпуса гранаты к реактивному двигателю) имеются наклонные (тангенциальные) отверстия. Истекающие пороховые газы, проходя через них, придают гранате вращение около 10 оборотов в секунду. Воспламенение заряда реактивного двигателя происходит через газовод от луча огня капсюля-воспламенителя запального устройства. К моменту вылета граната получает скорость 114 м/с.

## Порядок использования

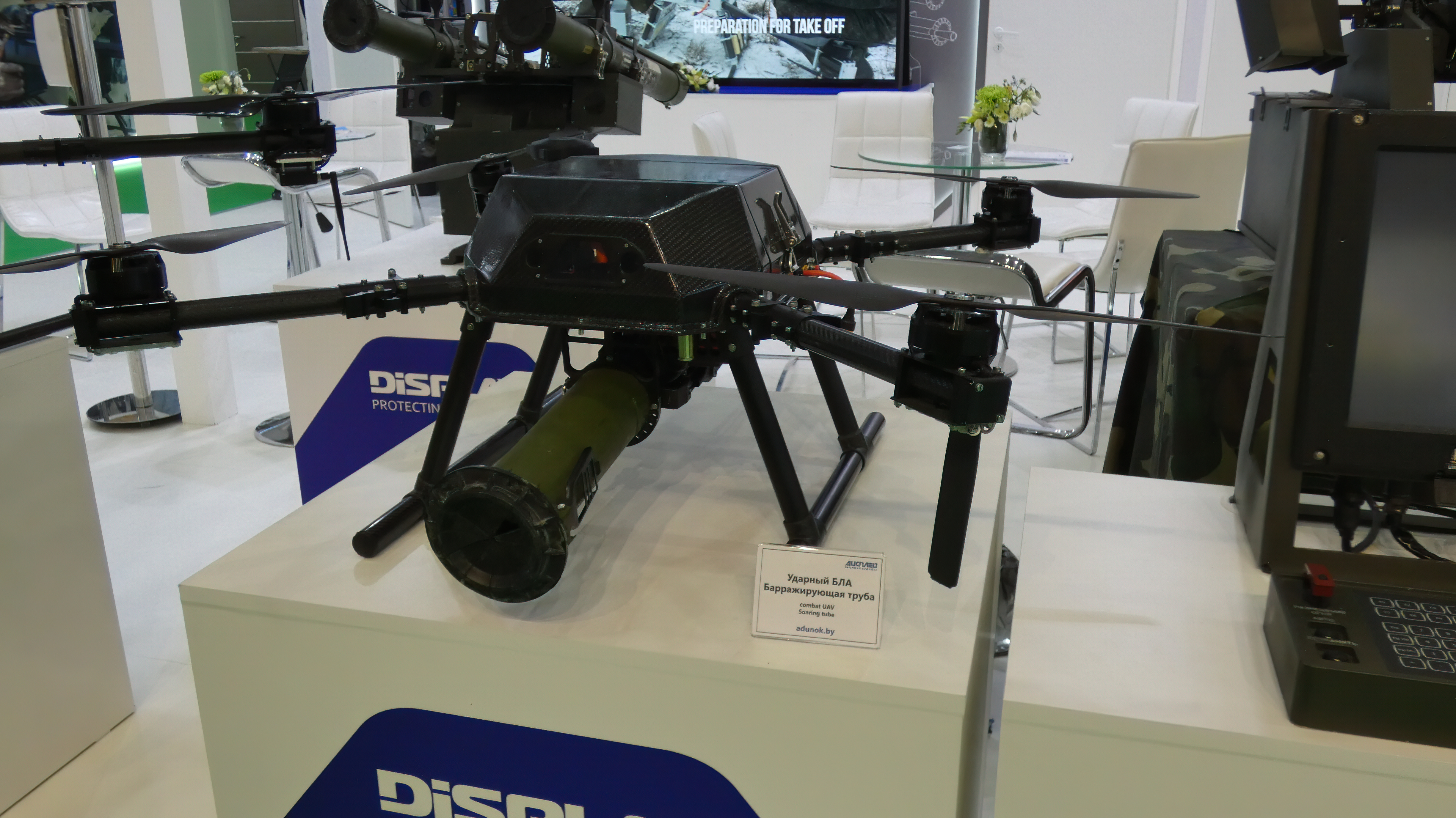
РПГ, закреплённая на квадрокоптере, на выставке «Армия-2021».

Для перевода «Мухи» из походного положения в боевое необходимо открыть заднюю крышку и раздвинуть трубы до упора, при этом передняя крышка откроется, а предохранительная стойка с диоптром и мушка займут вертикальное положение.
Для взведения ударного механизма следует повернуть предохранительную стойку вниз до упора и затем отпустить её.
Производство выстрела осуществляется нажатием на спусковой рычаг шептала.
Возможности вернуть пусковое устройство из боевого положения в походное не предусмотрено. Правила предписывают просто выстреливать взведённые, но не использованные РПГ-18 в сторону противника.
Вращение гранаты вокруг продольной оси повышает кучность стрельбы. Так, на дальности прямого выстрела срединные отклонения Вв и Вб не превышают 0,4 м; на дальности 150 м — Вв = Вб = 0,5 м. Это обеспечивает на дальностях стрельбы до 130 м вероятность попадания в танк, близкую к 100 %. На предельной прицельной дальности стрельбы 200 м Вв = Вб = 0,7 м, и следовательно, вероятность попадания в танк составляет примерно 50 %.
Граната РПГ-18 после вылета из ствола летит как баллистическое тело, поэтому она менее чувствительна
к боковому ветру, чем гранаты с работающим на траектории реактивным двигателем. Так, на дальности 100 м при боковом ветре со скоростью 4—6 м/с поправка на ветер составляет всего 30 см. Практически при прицеливании через диоптр такую поправку учесть невозможно — она составляет 1/10 видимой ширины лобовой проекции танка. При сильном боковом ветре — около 10 м/с — на этой дальности поправка равна 60 см, т.е. точку прицеливания надо вынести в сторону, откуда дует ветер, на 1/3 от середины цели. Это умелому стрелку по силам. На дальности же стрельбы менее 100 м поправки на боковой ветер незначительны,
и в них нет практической необходимости, тем более что учесть их с помощью диоптрического прицела не
представляется возможным. Даже при сильном боковом ветре вероятность попадания в танк на дальности
75—150 м из РПГ-18 составляет величину, близкую к 100 %. Однако такие результаты достигаются только
гранатометчиками, которые подготовлены к стрельбе по реальному танку.

## Бронепробиваемость
При попадании под углом 90 градусов граната пробивает 300-мм броню. При 60 градусов — 150-мм.

## Боевое применение
Широко применялся во всех конфликтах на постсоветском пространстве.

## Операторы
- Азербайджан
- Армения
- Афганистан
- Беларусь
- Греция[источник не указан 950 дней]
- Грузия
- Казахстан
- Кыргызстан
- Латвия
- Молдова
  -  Приднестровье
- Россия
- Таджикистан
- Туркменистан
- Узбекистан
- Украина
- Эстония

### Бывшие операторы
- ГДР — также производство лицензионных копий с 1975 года[2]
- СССР
- Литва